# FC Metz (női csapat)
A francia FC Metz labdarúgóklub női labdarúgó szakosztályát 1999-ben hozták létre. A D2 Féminine bajnokságában szerepel.

## Történelem
Az 1999-ben FC Metz-Algrange néven alapított csapat Lotaringia regionális bajnokságában kezdte meg működését. Négy szezon után jutottak a harmadosztályba, ahol a 2004-es kiírástól 2009-ig vettek részt. A 2009-es feljutást követően hamar meghatározó csapata lett a másodosztálynak, ahonnan a 2013–14-es bajnokság ezüstérmeseként jutottak fel első ízben az első osztályba, és azóta ingáznak a két liga küzdelmei között.

## Stadion
Hazai mérkőzéseiket a Stade Municipal Saint-Symphorien mellett található, 1500 férőhelyes Stade Dezavelle sportpályáján játsszák .

## Sikerlista
- D2 Féminine
  - bajnok (1): 2017–2018
  - ezüstérmes (2): 2013–2014, 2015–2016

## Játékoskeret
2022. augusztus 16-tól
| #  |     | Poszt | Név               |
| -- | --- | ----- | ----------------- |
| 1  | FRA | K     | Émmeline Mainguy  |
| 16 | FRA | K     | Emma Francart     |
| 30 | CAN | K     | Sabrina Locas     |
| 40 | FRA | K     | Gillian Nottelet  |
| 8  | FRA | V     | Marine Morel      |
| 15 | FRA | V     | Léonie Richard    |
| 18 | FRA | V     | Célia Rigaud      |
| 19 | FRA | V     | Alizée Leroy      |
| 21 | FRA | V     | Clara Petitjean   |
| 27 | MLI | V     | Yakaré Niakaté    |
|    | FRA | V     | Aliya Said        |
|    | FRA | V     | Charlotte Sawaryn |
|    | FRA | V     | Lauriane Roth     |
| 3  | FRA | KP    | Estelle Laurier   |

| #  |     | Poszt | Név               |
| -- | --- | ----- | ----------------- |
| 6  | FRA | KP    | Candice Gherbi    |
| 10 | FRA | KP    | Océane Picard     |
| 12 | BRA | KP    | Ottilia Grassetti |
| 25 | FRA | KP    | Lauriane Robert   |
|    | MOR | KP    | Salma Amani       |
|    | CAN | KP    | Marika Guay       |
| 7  | BRA | CS    | Marjorie          |
| 9  | FRA | CS    | Lucie Calba       |
| 11 | FRA | CS    | Kelly Koné        |
| 14 | ALG | CS    | Inès Boutaleb     |
| 17 | FRA | CS    | Amélie Delabre    |
|    | CAN | CS    | Latifah Abdou     |
|    | FRA | CS    | Allison Blais     |

## Korábbi híres játékosok
| - Adèle Connesson - Aminata Keita - Justine Lerond - Marie Levasseur - Charlotte Lorgeré - Lisa Martinez - Léa Munier - Marlyse Ngo Ndoumbouk - Laurine Pinot - Lucie Richard - Justine Rougemont - Maéva Salomon - Joys Sarpong - Orane Schmeler |

## Külső hivatkozások
- Official club website (Hozzáférés: 2019. 08. 08.)